# Drosophila paraguayensis
Drosophila paraguayensis är en tvåvingeart som beskrevs av Oswald Duda 1927. Drosophila paraguayensis ingår i släktet Drosophila och familjen daggflugor.
Artens utbredningsområde täcker Paraguay och Brasilien.